# Encephalographa otagensis
Encephalographa otagensis är en svampart som först beskrevs av Linds., och fick sitt nu gällande namn av Johannes Müller Argoviensis 1894. Encephalographa otagensis ingår i släktet Encephalographa och familjen Hysteriaceae.   Inga underarter finns listade i Catalogue of Life.